# Labrador-Grenfell Health
De Labrador-Grenfell Regional Health Authority, meestal afgekort tot Labrador-Grenfell Health, was tot april 2023 een van de vier gezondheidsautoriteiten van de Canadese provincie Newfoundland en Labrador. De gezondheidsautoriteit was verantwoordelijk voor de openbare gezondheidszorg van de regio Labrador en het noorden van het Great Northern Peninsula van Newfoundland.
Het gebied dat onder Labrador-Grenfell Health viel telde zo'n 37.000 inwoners (2016). De gezondheidsautoriteit had bij haar opheffing ongeveer 1500 personeelsleden en baatte 22 faciliteiten uit. De hoofdzetel is gevestigd in Happy Valley-Goose Bay.

## Geschiedenis
Vanaf 1892 verzorgde de Grenfell Mission (later de International Grenfell Association genoemd) gezondheidszorg in Labrador en het noorden van Newfoundland. Deze liefdadigheidsorganisatie bouwde een volledig netwerk van gezondheidsinstellingen uit in de vele afgelegen gemeenschappen van het gebied. In 1980 verkocht de IGA hun volledige gezondheidsnetwerk aan de provincieoverheid voor de som van 1 Canadese dollar. Sindsdien is de IGA officieel een vzw die de gezondheidszorg in de provincie blijft ondersteunen door middel van onder andere schenkingen en vrijwilligerswerk.
Het voornamelijk door de IGA beheerde gebied werd in de jaren 1980 door het Ministerie van Volksgezondheid van de provincie Newfoundland onderverdeeld in twee gezondheidsautoriteiten. De rond St. Anthony gecentreerde Grenfell Regional Health Services werden bevoegd voor het noorden van het Great Northern Peninsula en de nabijgelegen zuidkust van Labrador, terwijl de Health Labrador Corporation bevoegd was voor de rest van het grondgebied van Labrador.
Beide gezondheidsautoriteiten fuseerden op 1 april 2005 om zo de Labrador-Grenfell Regional Health Authority te vormen. Labrador-Grenfell Health was sindsdien zowel bij verre de grootste als de minst bevolkte van de vier gezondheidsautoriteiten van Newfoundland en Labrador.
In april 2022 maakte de provincieoverheid haar plannen bekend om de vier gezondheidsautoriteiten te fuseren tot een enkele gezondheidsautoriteit bevoegd voor de hele provincie. Op 1 april 2023 zagen de Newfoundland and Labrador Health Services het levenslicht, waardoor Labrador-Grenfell Health na 18 jaar ophield met bestaan.

## Inheemse actoren
In dorpen die grotendeels bewoond zijn door de inheemse bevolking deelde Labrador-Grenfell Health het beheer van de gezondheidszorg met lokale actoren. De inspraak was het grootst in de autonome regio Nunatsiavut, waar de Inuit een Ministerie van Gezondheidszorg en Sociale Ontwikkeling hebben dat losstaat van het provinciale ministerie. In de indianenreservaten Natuashish en Sheshatshiu hadden de Innu inspraak via hun lokale stammenraad (band council; vergelijkbaar met een gemeenteraad). Ook NunatuKavut, de organisatie van Zuidelijke Inuit uit de gelijknamige regio (die echter geen officiële erkenning geniet zoals Nunatsiavut), had gedeeltelijke inspraak.

## Faciliteiten

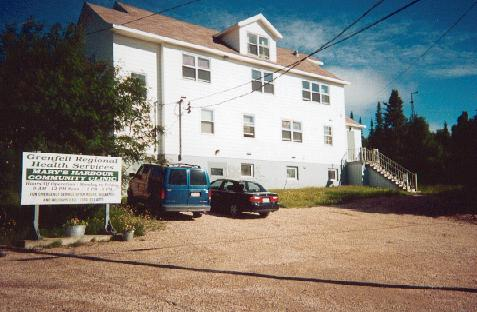
De gemeenschapskliniek van Mary's Harbour in 2002

Labrador-Grenfell Health overzag drie volledig uitgeruste ziekenhuizen die tezamen 89 ziekenhuisbedden tellen. Daarnaast beheerde Labrador-Grenfell Health drie gezondheidscentra. Dat zijn relatief grote instellingen die naast spoedzorg (inclusief een ambulancedienst) ook iets minder hooggespecialiseerde medische zorg aanbieden (zoals tandheelkunde, psychologische hulp, ouderenzorg, palliatieve zorg en pre- en post-natale begeleiding). Ziekenhuizen hebben in tegenstelling tot de gezondheidscentra hooggespecialiseerde afdelingen zoals oncologie en radiologie en hebben bijvoorbeeld een operatiekwartier voor complexe chirurgie en toegang tot beademingstoestellen.
Twee zorginstellingen zijn specifiek gericht op langetermijnzorg. Daarnaast hebben ook het ziekenhuis in Labrador City en het gezondheidscentrum van Forteau langetermijnzorgbedden.
In veertien afgelegen dorpen in Labrador bevinden zich zogenaamde gemeenschapsklinieken. Dit zijn kleinschalige instellingen die weinig gespecialiseerde zorg aanbieden en volledig gerund worden door verpleegkundigen (met geen permanent aanwezige, maar uitsluitend bezoekende artsen). Naast basale eerstelijnszorg fungeren ze ook als spoedpost daar grotere zorgcentra te verafgelegen zijn om in potentiële spoedsituaties te bereiken.

### Ziekenhuizen
- Charles S. Curtis Memorial Hospital (St. Anthony)
- Labrador Health Centre (Happy Valley-Goose Bay)
- Labrador West Health Centre (Labrador City)

### Gezondheidscentra
- Labrador South Health Centre (Forteau)
- Strait of Belle Isle Health Centre (Flower's Cove)
- White Bay Central Health Centre (Roddickton)

### Langetermijnzorgcentra
- John M. Gray Centre and Complex (St. Anthony)
- Happy Valley-Goose Bay Long-Term Care Home (Happy Valley-Goose Bay)

### Gemeenschapsklinieken
- Black Tickle Community Clinic (Black Tickle)
- Cartwright Community Clinic (Cartwright)
- Charlottetown Community Clinic (Charlottetown)
- Churchill Falls Community Clinic (Churchill Falls)
- Hopedale Community Clinic (Hopedale)
- Makkovik Community Clinic (Makkovik)
- Mary's Harbour Community Clinic (Mary's Harbour)
- Nain Community Clinic (Nain)
- Natuashish Community Clinic (Natuashish)
- Mani Ashini Community Clinic (Sheshatshiu)
- Port Hope Simpson Community Clinic (Port Hope Simpson)
- Postville Community Clinic (Postville)
- Rigolet Community Clinic (Rigolet)
- St. Lewis Community Clinic (St. Lewis)

## Andere diensten
Naast zorg binnen de muren van zorginstellingen bood Labrador-Grenfell Health ook thuiszorg aan. Dit gaat om thuisverpleging maar ook om onder andere post-natale bijstand. Ook baat de gezondheidsautoriteit een telefonische hulplijn uit die voornamelijk gericht is op mensen met een problematiek van verslaving.
Daarnaast bood de organisatie onder de noemer "Improving Health: My Way" gratis workshops aan om mensen te helpen in het omgaan met een chronische aandoening.